# Piano Phase
Piano Phase er et musikstykke skrevet i 1967 af den minimalistiske komponist Steve Reich for to klaverer. Det er hans første forsøg på at anvende den "fase" teknik til "live" opførelse/udførelse; han havde tidligere brugt teknikken i båndmusikstykkerne It's gonna Rain (1965) og Come Out (1966).
Reichs phasing-værker har generelt to identiske linjer af musik, som lægger ud med at spille synkront, men langsomt bliver ude af fase med hinanden, når en af dem en spilles en smule hurtigere. Reich havde tidligere kun anvendt denne teknik til lyd indspillet på magnetbånd, men ved eksperimenter i sit studie fandt han at det var muligt for mennesker at kopiere virkningen.
I Piano fase begynder to pianister med at spille en hurtig tolv-nodes melodisk figur igen og igen sammen og synkront (E4 F#4 B4 C#5 D5 F#4 E4 C#5 B4 F#4 D5 C#5).
 Efter et stykke tid begynder en af de to pianister at spille sin del lidt hurtigere end den anden. Når den ene pianist spiller anden node på samme tid som den anden pianist spiller den første node, spiller de to pianister i samme tempo igen. De spiller nu noderne i præcis samme tempo igen, men det er ikke den samme node, som det var i begyndelsen af stykket. Processen gentages, så den anden pianist spiller den tredje node, samtidig med den første pianist spiller den første node, – så den fjerde, og så videre, indtil processen er gået gennem alle 12 noder, og de to pianister spiller i perfekt samklang igen. Den anden pianist fader derefter ud, og lader den første spille de oprindelige 12 noders melodi. Derefter skifter de uden overgang til en lignende melodi bestående af 8 noder. 
 Det andet klaver fader ind igen, for denne gang at spille en anden 8 noders melodi på samme tid. Derefter begynder faseteknikken som beskrevet ovenfor igen. Når den fulde otte toners cyklus er gennemløbet, fader den første pianist ud, den anden spiller de 8 noders melodi. Efter et par gentagelser, spiller pianisten derefter en 4 noders melodi og den første pianist fader ind enstemmigt og synkront.
 De bruger faseteknikken igen på fire-noders melodien i fire cyklusser, og slutter med at vende tilbage i enstemmighed.
Musikken udgøres derfor blot af resultatet af at anvende phasing-processen på den oprindelige tolv-noders melodi – og bliver derved et stykke procesmusik.
Værket spilles af to pianister uden pauser på noget tidspunkt. En typisk udførelse kan vare omkring femten til tyve minutter. Reich lavede senere en version for to marimbaer.
For nylig i 2004, gav en studerende ved navn Rob Kovacs den første solopræsentation af værket, hvor han spillede begge klaverdele på samme tid på to forskellige pianoer. Reich var blandt publikum ved denne banebrydende forestilling.  Andre, herunder Peter Aidu, har også givet soloopførelser af dette stykke.
Reich videreudviklede denne teknik i stykker som Violin Phase (også 1967), Phase Patterns (1970), og Drumming (1971); det sidstnævnte værk markerer hans sidste brug (indtil videre) af faseteknik.